# 청춘의 덫 (영화)
청춘의 덫은 1979년 공개된 대한민국의 영화이다.

## 배역
- 한진희
- 유지인
- 박근형
- 원미경
- 김무생
- 정혜선
- 이완희

## 수상
- 1979년 제18회 대종상
  - 신인상 - 원미경